# زبان نشانه‌گذاری عمومیت‌یافته آی‌بی‌ام
زبان نشانه‌گذاری عمومیت‌یافته (به انگلیسی: Generalized Markup Language) با کوته‌نوشت جی‌ام‌ال (GML) مجموعه ای از کلان‌دستورها است که برچسب (تگ) های نشانه‌گذاری (رویه ای) مبتنی بر منظور خاص را برای فرمت دهنده ی متن (text formatter) و اسکریپت (SCRIPT) در آی‌بی‌ام پیاده سازی می کند. SCRIPT/VS مهمترین پیکرپار (Component) برای امکانات ترکیب سند (DCF) می باشد. یک مجموعه برچسب (تگ) شروع کننده در GML توسط محصول DCF تهیه شده است.